# Abdoulaye Maïga
Abdoulaye Maïga (Bamako, 12 de mayo de 1981) es un militar maliense, que se desempeña como Primer Ministro Interino de Malí desde noviembre de 2024. Previamente ejerció el mismo cargo entre agosto y diciembre de 2022.

## Biografía
Nació en Bamako, capital de Malí, en mayo de 1981. Estudió diplomacia y Derecho Internacional en Argel (Argelia), defensa y políticas de seguridad internacional en París (Francia) y derechos humanos y derecho internacional humanitario en la hoy Universidad Paris-Saclay. Por otra parte, también posee un Doctorado en Seguridad y Defensa Internacional de la Universidad Jean Moulin-Lyon III,así como inició un Doctorado en Derecho Empresarial. Escribió una tesis sobre "la credibilidad de la CEDEAO para garantizar la paz y la seguridad".
Tras concluir sus estudios, trabajó en la Dirección de Alerta Temprana para la Prevención del Terrorismo en la Comunidad Económica de Estados de África Occidental (CEDEAO). Luego trabajó como policía para la Misión de las Naciones Unidas en la República Democrática del Congo (MONUSCO).
Es Teniente Coronel de la Gendarmería Nacional de Malí, una fuerza militar con funciones de la aplicación de la ley entre la población civil que forma parte de las Fuerzas Armadas de Malí.
Aunque no formaba parte del grupo de oficiales liderado por Assimi Goita que tomó el poder tras el Golpe de Estado en agosto de 2020, se le considera cercano al coronel Goita y se convirtió en "la voz de la política de ruptura con Francia y sus aliados" tras el golpe de Estado que se sucedió en mayo de 2021.
En junio de 2021 fue nombrado Ministro de Administración Territorial y Descentralización,y el 1 de diciembre de 2021 también asumió como portavoz del gobierno.En agosto de 2022, tras la hospitalización del Primer Ministro Choguel Maïga, se convirtió en primer ministro Interino, posición que ocupó hasta diciembre del mismo año. Tras dejar el puesto, fue designado Ministro de Estado (Ministro sin cartera).
El 21 de noviembre de 2024, Maïga fue nombrado nuevamente por la junta militar como primer ministro interino.